# Музей «Мій край Поділля»
Музей Мій край — Поділля — відомчий музей Головного управління Національної поліції України у Вінницькій області. Завідувач — Остафійчук Валентин Григорович.
Музей закрито назавжди. На його місці планується відкриття музею, який буде розповідати про звитягу українського війська в час російсько-української війни (Музей мужніх) та участі місцевих у військових конфліктах раніше.

## Історія музею
Музей було створено з ініціативи генерал-лейтенанта міліції, начальника управління МВС у Вінницькій області В. Тяжлова і відкрито 28 квітня 1995 року в новому приміщенні на основі фондової колекції музею історії Вінницької міліції, що діяв з 1985 р.

## Фонди музею
Сьогодні музейний фонд становить близько 5000 предметів, щорічно його відвідують понад 9000 осіб.
В експозиції, що розташована в 10 залах, відображені найважливіші віхи історії подільського краю, розкриті напрямки діяльності органів внутрішніх справ XIX—ХХ ст., вшановано пам'ять правоохоронців, які в ім'я справедливості і торжества закону віддали своє життя. Зокрема, представлено комплекс капітана міліції м. Ладижина В. Процишина, який у 1975 р. трагічно загинув при затриманні небезпечного злочинця. Окремі комплекси матеріалів розкривають діяльність підрозділів органів внутрішніх справ: ДАІ, карного розшуку, охорони громадського порядку, відділу боротьби з організованою злочинністю, слідства, дільничних інспекторів. Великий інтерес викликають матеріали, присвячені міліціонерам-учасникам ліквідації аварії на ЧАЕС, воїнам-афганцям.
При музеї працює філія Донецького історико-літературного музею В. Стуса.
У виставковому залі експонуються роботи майстрів образотворчого та декоративно-ужиткового мистецтва Вінниччини. На території музею розміщена найбільша у Вінниці колекція скульптур.